# Potoczyska
Potoczyska (ukr. Поточище) – wieś na Ukrainie w obwodzie iwanofrankiwskim, w rejonie horodeńskim. 
W II Rzeczypospolitej wieś  w powiecie horodeńskim województwa stanisławowskiego. W latach 1943–1944 nacjonaliści ukraińscy z OUN-UPA zamordowali tutaj 14 Polaków, a także 50 Ukraińców za to, że mimo ich zakazów podjęli pracę w sowchozie.